# Przysiecz
Przysiecz (dodatkowa nazwa w j. niem. Przyschetz, w latach 1931–1945 Lichtenwalde; przed wojną występowała też nazwa Przysiec) – wieś w Polsce położona w województwie opolskim, w powiecie opolskim, w gminie Prószków.

## Części wsi
| SIMC    | Nazwa              | Rodzaj    |
| ------- | ------------------ | --------- |
| 0998910 | Kolonia Przysiecka | część wsi |
| 0998926 | Leśniki            | część wsi |

## Nazwa
Według niemieckiego nauczyciela Heinricha Adamy’ego nazwa wiąże się z karczowaniem drzew w procesie deforestacji i pochodzi od polskich określeń "przesiecz" lub "przesieka". Pierwsza odnosi się do zwaliska powalonych drzew fortyfikujących uczęszczany szlak. Druga natomiast oznacza drogę przez las lub linię wycinki drzew dla utworzenia, których wykarczowano las. W swoim dziele o nazwach miejscowych na Śląsku wydanym w 1888 roku we Wrocławiu jako najstarszą zanotowaną nazwę miejscowości oraz wcześniejszą od niemieckiej wymienia Przysiec podając jej znaczenie "Rodeplatz" czyli po polsku "Wykarczowane miejsce".
Pierwszą wzmiankę o wsi zanotowano w łacińskiej Liber fundationis episcopatus Vratislaviensis (pol. Księga uposażeń biskupstwa wrocławskiego) spisanej w latach 1295-1305 miejscowość wymieniona jest w zlatynizowanej staropolskiej formie Prissecz we fragmencie Prissecz et Elgotha solvuntur decime more polonico. Kolejny zapis datuje się na rok 1334, kiedy to Beldo von Proskau - jeden z antenatów hrabiów Prószkowskich - darował opolskiemu klasztorowi minorytów nieruchomość pomiędzy Prószkowem a wsią Przesecz. Słownik geograficzny Królestwa Polskiego podaje również nazwy Arnsdorf, Przcziza i Pritze. W 1784 miejscowość jest wymieniana jako Pryschez.
Gmina Prószków w swoim wniosku o ustanowienie dwujęzycznych tablic chciała, aby w przypadku Przysieczy obowiązywała nazwa Lichtenwalde. Mimo że wprowadzono ją w 1931 roku, a więc jeszcze w okresie Republiki Weimarskiej, i zgodnie z obowiązującymi przepisami powinna zostać uznana za oficjalny niemiecki odpowiednik, Ministerstwo Administracji i Cyfryzacji nie chciało się na nią zgodzić.
Po wielomiesięcznych staraniach (które blokowały ustawienie tablic w pozostałych miejscowościach gminy) władze Prószkowa kompromisowo zgodziły się na nazwę Przyschetz, obowiązującą przed 1931 rokiem. Nazwa Lichtenwalde była przez jakiś czas nadal używana przez Towarzystwo Społeczno-Kulturalne Niemców na Śląsku Opolskim.

## Historia i współczesność
W XVIII wieku Przysiecz należała do domeny prószkowskiej zamieszkanej przez 15 kmieci, kilku chałupników i 123 mieszkańców. Funkcjonował tutaj folwark i piec do palenia dziegciu. W połowie XIX wieku w Przysieczy było 48 domów - w tym: młyn, smolarnia, palarnia potażu, kowal, przewoźnik i bielnik. Mieszkało tutaj 390 osób, w tym 5 ewangelików. W czasie plebiscytu w 1921 403 mieszkańców głosowało za pozostaniem w Rzeszy, a 44 za przyłączeniem do Polski.
Po dawnych dziejach nie zostało zbyt wiele obiektów o znaczeniu historycznym. Obecnie we wsi znajduje się kilka kapliczek (w tym jedna kaplica-dzwonnica z XVIII wieku), kościół pw. Matki Boskiej Bolesnej (konsekrowany w 1925 roku), budynek straży pożarnej, dawne przedszkole i biblioteka.
Od 1950 miejscowość administracyjnie należy do województwa opolskiego. W roku 2003 miejscowość otrzymała I miejsce w konkursie "Piękna Wieś Opolska" za współpracę i aktywność mieszkańców, a także za organizację życia wiejskiego (zrealizowane projekty to np. uporządkowanie centrum wsi, częściowy remont Domu Spotkań Rumcajs). Ten sam konkurs w 2006 roku nagrodził pierwszym miejscem jedno z gospodarstw (państwa Lipińskich).

## Transport
Północnym skrajem miejscowości przebiega autostrada A4 - niemniej jednak bez możliwości zjazdu (niemieckie plany autostrady przewidywały tutaj węzeł; najbliższy wjazd oddalony o 12 km). Na terenie miejscowości zlokalizowane jest Miejsce Obsługi Podróżnych. Przez miejscowość przebiega droga wojewódzka nr 414 łącząca Przysiecz z Opolem i Prudnikiem.